# Tradescantia zebrina
Tradescantia zebrina Bosse è una pianta della famiglia delle Commelinacee.
Nota come pianta ornamentale in tutto il mondo, è ambientata nella zona meridionale degli Stati Uniti ed ha un portamento ricadente; si adatta quindi come pianta decorativa per vasi pendenti. Per molto tempo, è stata conosciuta sotto il nome di Zebrina pendula.

## Descrizione
La struttura del fiore - in genere dai tre petali rosa e dagli organi sessuali bianchi - è simile a quella delle altre Tradescantia, ma differenza di quanto non accada in quelle, la pianta si dirama grazie a nuove gemme la cui attaccatura parte al di sotto di quella della foglia (e non al di sopra). Due strisce argentate conferiscono a ciascuna foglia il caratteristico motivo zebrato che si ripete immutato sia nelle varietà verdi, sia in quelle variegate o variopinte. La pagina inferiore della foglia è di un caratteristico colore purpureo.

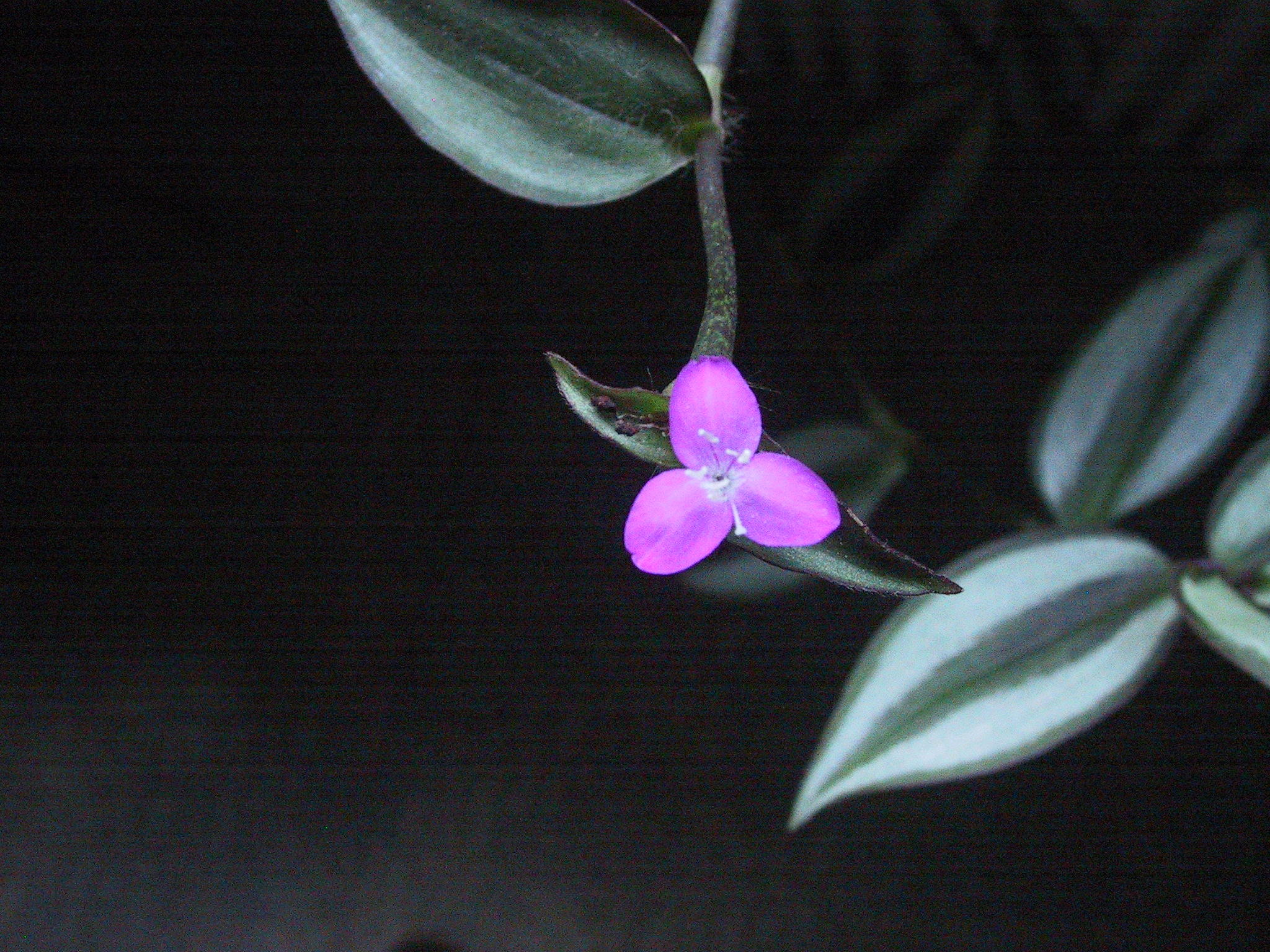
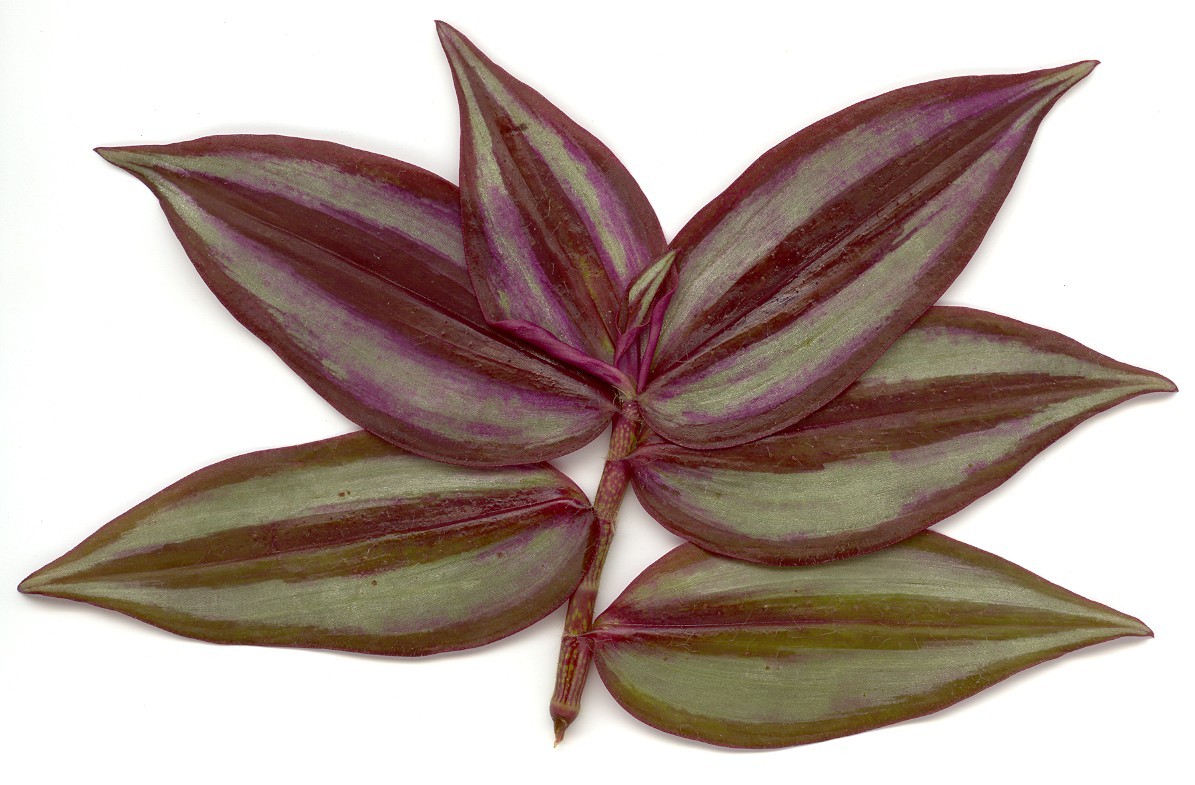
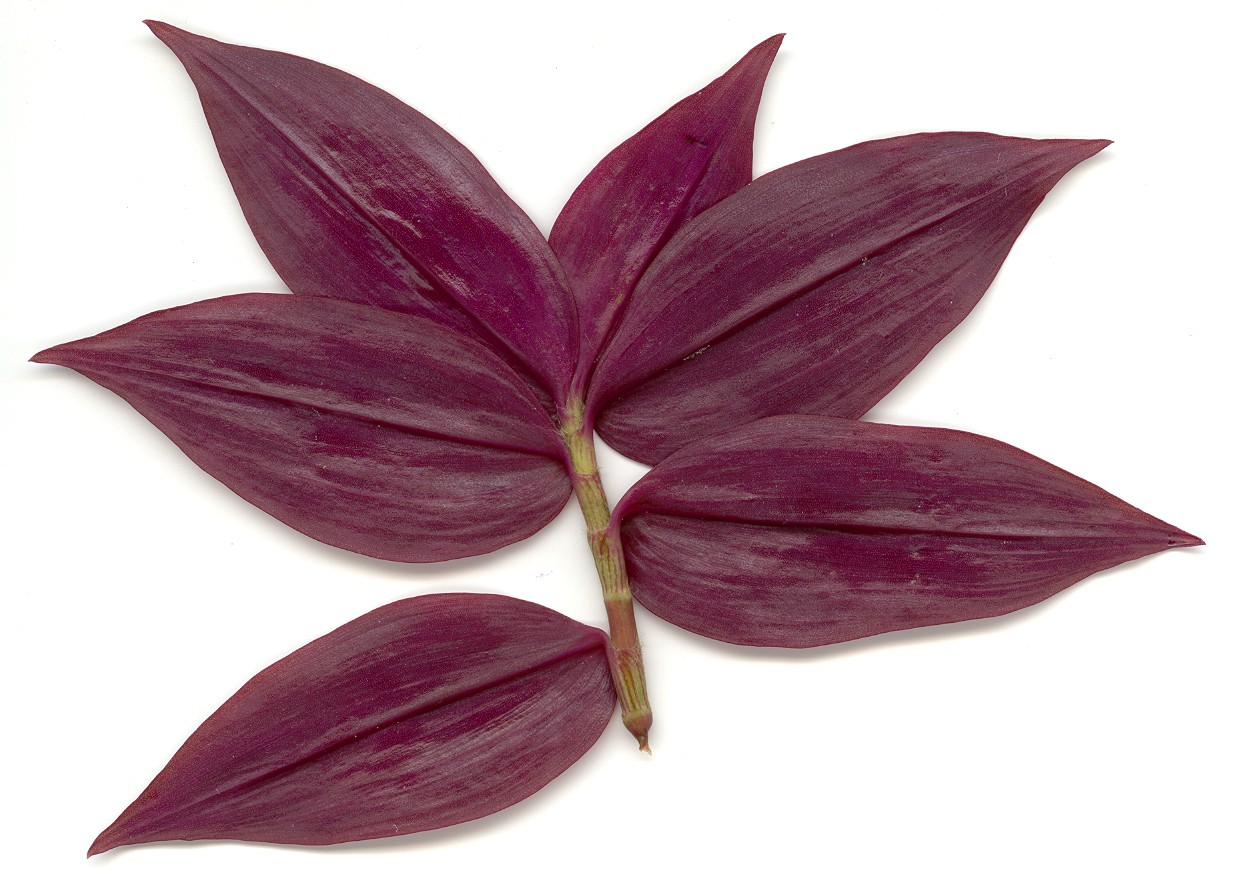

## Coltivazione
Ottima pianta d'appartamento, ha bisogno di luce affinché possa sviluppare appieno la colorazione del fogliame. Per questo, può essere tenuta sul balcone durante la bella stagione. Si riproduce per talea senza la minima difficoltà.